# Свято-Троицкий Островоезерский монастырь
Свято-Троицкий Островоезерский монастырь — возрождаемый монастырь на одном из островов Ворсменского озера в Нижегородской области (близ города Ворсма).

## История
Монастырь основан в конце XVI века схимонахом Макарием в Горбатовском уезде Нижегородской епархии, при селе Ворсме, в 58 верстах от Нижнего Новгорода.
Монастырь был поставлен на острове посреди Ворсменского озера, отчего и получил название Островоезерского. С восточной стороны его протекает река Доскинская, с западной река Кишма, с южной и с северной обходит Ворсменское озеро состоящее из многих островков, поросших кустарником, тростником и травою.
С 1588 по 1743 год несколько поколений князей Черкасских были строителями и благоукрасителями Островоезерского монастыря. Они построили все деревянные а позднее и все каменные храмы, келейные корпуса и ограду обители.
В 1682 году митропролит Павел дал грамоту на построение теплой церкви преподобного Михаила Малеина, а 31 августа 1688 года дал грамоту на построение каменных церквей вместо деревянных.
В XVII веке на средства князей Черкасских монастырь был отстроен в камне. При монастыре хранились святыни: крест с частицей Ризы Господней и Казанская икона Божией Матери, дар князя Бориса Черкасского.
Начиная с 1743 года несколько поколений рода Шереметевых обеспечивали монастырь не только угодьями братии, но и хлебом, деньгами, лесом, а также разными материалами для устройства церковной Ризницы.
Монастырь упразднён в 1930-е годы, в 1950-е были полностью разобраны монастырская ограда и разрушены два каменных храма — Троицкий и Казанский. Сохранились только полуразрушенные братский корпус, фрагменты ограды и надвратная церковь Михаила Малеина. В 1995 году остатки монастырских построек и остров были взяты под охрану государства.

## Возрождение обители
14 апреля 2007 года благочинный монастырей Нижегородской епархии архимандрит Тихон (Затёкин) посетил Ворсму, где встретился с Павловским благочинным, протоиереем Александром Долбуновым и местным настоятелем Казанской церкви. Во время встречи решалась возможность проживания при Казанской церкви монахов Печерского монастыря, которые ежедневно будут совершать в Свято-Троицком Островоезерском монастыре молебен. 16 апреля 2007 года на месте монастыря был совершён первый молебен. Была отреставрирована одна из башен ограды, в которой разместилась часовня.
3 июля 2008 года архиепископ Нижегородский и Арзамасский Георгий подписал распоряжение «монахине Иосифе (Егасовой) иметь попечение о возрождающейся обители», а также благословил принимать сестёр, желающих вступить в женскую общину при монастыре. Для проживания сестёр поблизости от монастыря был арендован дом. Велись работы по разработке проектной документации.
30 декабря 2008 года архиепископ Георгий освятил первые сестринские кельи, находящиеся в небольшом двухэтажном деревянном здании, рядом с монастырским комплексом.
31 мая 2009 года архиепископ Георгий благословил совершать при обители молебны с акафистом три раза в неделю. 23 июля в день Перенесения Ризы Господней в Москву в восстанавливающимся храме планируется провести первую Литургию.
7 июня 2009 года в День Святой Троицы на месте разрушенного до основания Троицкого храма был совершён первый молебен, а накануне на месте алтаря — установлен поклонный крест.

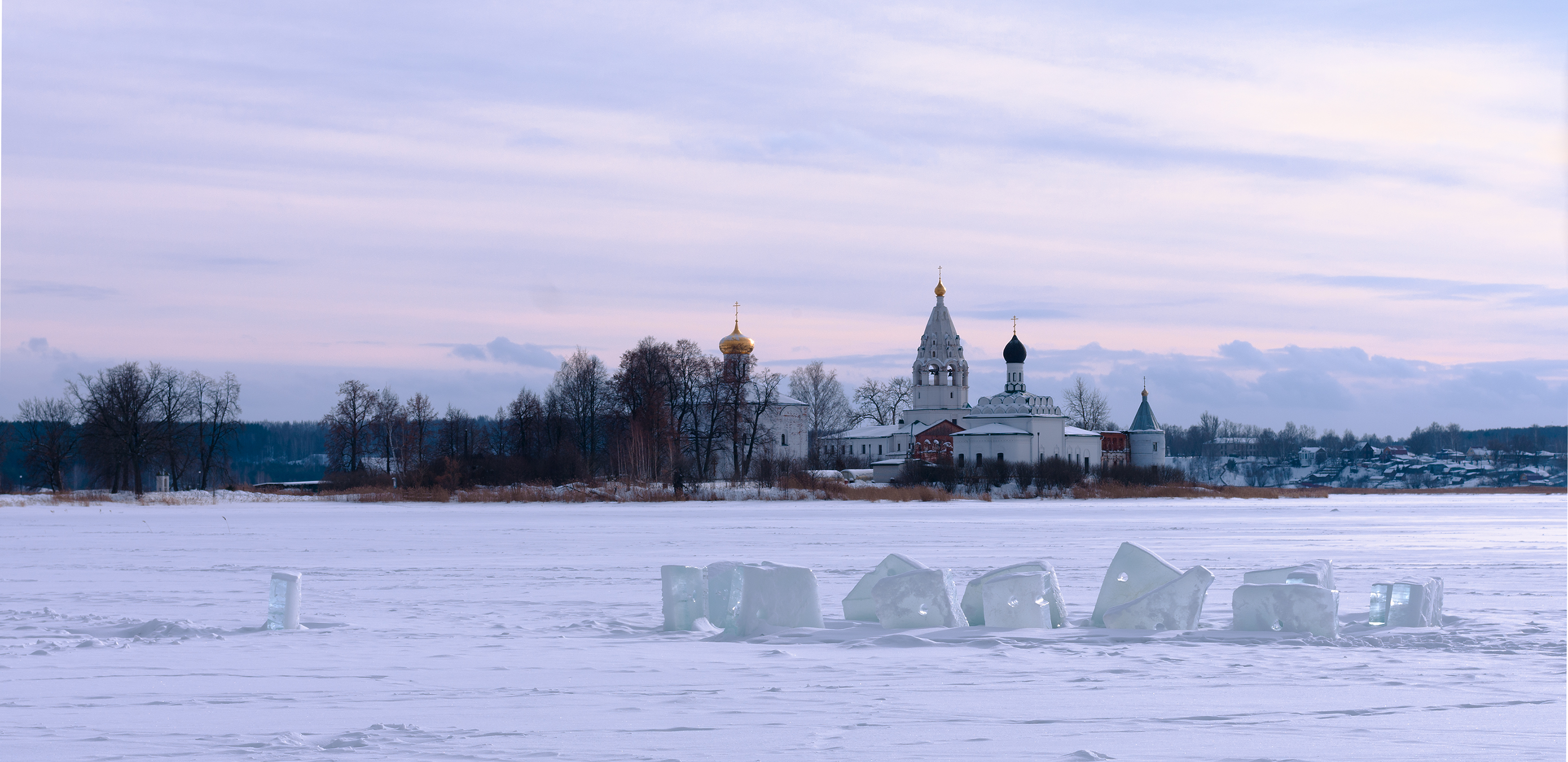
Ансамбль монастыря после реставрационных работ (февраль 2017 г.)

31 декабря 2009 года был освящён восстановленный храм в честь святого Михаила Малеина.
В январе 2010 года специалисты мастерской «Ковчег» завершили работу над иконами для иконостаса надвратной церкви во имя святого Михаила Малеина. Иконостас выполнен в русском стиле XV века, иконы — на золотых фонах вкупе с тябловой резьбой. На весну запланирован монтаж готового иконостаса. Также в планах работников мастерской с наступлением тёплого времени начать роспись храма в монастыре. Добровольцы из московского объединения «Реставросъ» вели подготовительные работы: перевозили на остров строительные материалы и вели расчистку территории. Администрация Павловского района организовала ремонт моста через озеро.
На начало 2010 года в обители проживало две насельницы: монахиня Иосифа и её помощница Галина.
Весной 2010 года над церковью в честь святого Михаила Малеина началось строительство колокольни, которая станет самой высокой точкой монастыря. Одновременно было начато восстановление Троицкого собора. 28 июня архиепископ Георгий совершил в строящемся храме молебен и чин закладки первого камня в основание собора. Освящение креста на купол Троицкого собора состоялось 3 ноября 2010 года.
Во время визита 30 июня 2011 года архиепископ Георгий освятил поклонный крест, установленный у входа в монастырь. На берегу озера была освящена небольшая часовня с иконой Божией Матери «Экономисса».
12 августа  архиепископ Георгий провёл в монастыре совещание на котором были определены даты завершения работ по строительству Троицкого Собора и утвержден график работ по воссозданию келейного корпуса, а также вопрос энергоснабжения обители. Также рассматривался вопрос восстановления Никольского храма в Ворсме.
18 сентября 2011 года в восстановленном Троицком соборе состоялась первая Божественная литургия, после которой было совершено перезахоронение останков основателя обители схимонаха Макария. Архиепископу Георгию сослужил епископ Ставропольский и Невинномысский Кирилл.
4 июня 2012 года епископ Выксунский и Павловский Варнава (Баранов) совершил чин закладки храма в честь Казанской иконы Божией Матери.